# Don Branson
Don Branson (2 de junho de 1920 – 12 de novembro de 1966) foi um automobilista norte-americano.
Branson esteve em oito  500 Milhas de Indianápolis, (duas quando a prova fazia parte do calendário da Fórmula 1 de 1950 até 1960): 1959, 1960, 1961, 1962, 1963, 1964, 1965 e 1966. Seu melhor resultado nas 500 Milhas de Indianápolis foi o 4º lugar em 1960, marcando 3 pontos.